# Landtagswahl in Bayern 1982
- SPD: 71
- CSU: 133

- Regierung: 133
- Opposition: 71

Die Wahl zum 10. Bayerischen Landtag fand am 10. Oktober 1982 statt. 
Die Wahlbeteiligung lag bei 78,0 %.

## Ausgangspunkt und Ergebnis
1982 entstand zum ersten und bislang einzigen Mal in Bayern ein Zweiparteienparlament mit CSU und SPD. 
Die CSU verpasste eine Zweidrittelmehrheit um drei Mandate.
Die FDP war seit 1946 im Landtag vertreten (außer von 1966 bis 1970) und verfehlte diesmal klar den Wiedereinzug, nach dem Bruch der Sozialliberalen Koalition im Bund drei Wochen zuvor. 
Diese Landtagswahl war die erste bayerische Landtagswahl, zu der Die Grünen und die von ihr abgespaltene ÖDP antraten. Beide schafften den Einzug in den Landtag aber nicht. Die ÖDP erreichte dies auch später nicht, im Gegensatz zu den Grünen, die sich ab der nächsten Wahl im Landtag etablierten.
Für die CSU kandidierte Ministerpräsident Franz Josef Strauß erneut als Spitzenkandidat und wurde, wie bereits bei der vorherigen Wahl, vom SPD-Landes- und Fraktionsvorsitzenden Helmut Rothemund herausgefordert.
| Partei | Erst- stimmen | Zweit- stimmen | Summe     | Summe in Prozent | Sitze |
| ------ | ------------- | -------------- | --------- | ---------------- | ----- |
| CSU    | 3.557.068     | 3.534.375      | 7.091.443 | 58,28 %          | 133   |
| SPD    | 1.985.057     | 1.891.913      | 3.876.970 | 31,86 %          | 71    |
| Grüne  | 283.393       | 275.294        | 558.687   | 4,59 %           | –     |
| FDP    | 215.805       | 214.376        | 430.181   | 3,54 %           | –     |
| NPD    | 36.653        | 33.003         | 69.656    | 0,57 %           | –     |
| BP     | 35.400        | 30.484         | 65.884    | 0,54 %           | –     |
| ÖDP    | 17.186        | 27.575         | 44.761    | 0,37 %           | –     |
| DKP    | 11.048        | 10.822         | 21.870    | 0,18 %           | –     |
| FP     | 1.453         | 3.578          | 5.031     | 0,04 %           | –     |
| C.B.V. | 338           | 858            | 1.196     | 0,01 %           | –     |
| IWP    | 73            | 1.036          | 1.109     | 0,01 %           | –     |
| BWK    | 62            | 361            | 423       | <0,01 %          | –     |

Nach der Wahl bildete die CSU eine Alleinregierung unter der Führung von Franz Josef Strauß (Kabinett Strauß II), Rothemund blieb Oppositionsführer.